# Fad Gadget
Fad Gadget est un groupe britannique de musique industrielle et new wave, originaire de Londres, actif entre 1979 et 1993, et entre 2001 et 2002. Il est formé par Frank Tovey (8 septembre 1956 - 3 avril 2002).

## Histoire

### Origines et débuts
Enfant, Frank Tovey vit à Bow. À l'école, Francis essaye d'apprendre de nombreux instruments de musique différents, puis s'éloigne de l'idée de jouer de la musique et commence à s'impliquer dans d'autres formes d'art. Il étudie les arts visuels et le mime à la Leeds Polytechnic. Ressentant le besoin de donner à son numéro de mime une sorte d'accompagnement musical, il revient à l'idée d'enregistrer de la musique. Les premières pièces musicales sont formées de manipulations sonores à l'aide de magnétophones. Après l'achat de boîtes à rythmes et de synthétiseurs, il commence à écrire de la musique sérieusement. Il envoie une démo de Back to Nature à Daniel Miller, qui vient de sortir son premier single sous le nom de The Normal.
Tovey signe un contrat, sous le nom de Fad Gadget, chez Mute Records. Il est le premier artiste signé sur le tout jeune label de Miller. Back to Nature, enregistré au RMS Studio à Londres, est la deuxième parution de Mute. Pour Ricky's Hand, son enregistrement suivant, Barbara, la femme de Franck, chante une partie vocale vers la fin du morceau.
Fireside Favorites, le premier album du groupe, sorti en 1980 sur Mute Records, est enregistré aux Blackwing Studios à Londres, sans l'aide de Miller. Il se caractérise musicalement par un son très synthétique.
Fad Gadget se fait rapidement connaître pour ses prestations scéniques, véritables performances artistiques durant lesquelles Tovey apparaît en costume de théâtre, se couvrant de goudron et de plumes, balançant son micro comme un fouet, sautant dans le public, escaladant des haut-parleurs, s'arrachant les poils ou jouant des instruments avec sa tête, aboutissant souvent à des blessures corporelles. Il est notamment célèbre pour avoir répandu de la crème à raser sur son corps nu, cette image image étant utilisée pour sur la pochette de The Best of Fad Gadget.
En 1981, Gadget sort un autre single sur Mute, Make Room, avec la face B Lady Shave, qui devient « l'un de ses morceaux les plus emblématiques ». Puis Fad Gadget enregistre deux autres albums pour Mute aux Blackwing Studios, qui paraissent en 1981 et 1982, Incontinent et Under the Flag.

### Gaget séparation
La production de son dernier album Gag, sorti en 1984, marque un tournant dans la carrière de Fad Gadget. Tovey enregistre à Berlin au studio Hansa et fait appel pour la première fois à un groupe de musiciens en studio, dont l'altiste Joni Sackett et le claviériste David Simmonds. 
Le premier single extrait de cet album, Collapsing New People (auquel participe la formation allemande Einstürzende Neubauten), connait un petit succès au Royaume-Uni, entrant dans le Top 100, une première pour le groupe, et rencontre aussi un certain écho au niveau international.
Cependant, fin 1984 et après quatre albums studio, Fad Gadget se sépare. Frank Tovey entame alors une carrière en solo sous son vrai nom. Il persiste dans l'utilisation d'instruments acoustiques commencée sur Gag. Après une tournée en 1993, il se retire du monde de la musique.

### Retour et disparition de F. Tovey
En 2001, le groupe se reforme (avec l'aide des membres du groupe autrichien Temple-X) et fait la première partie de Depeche Mode, ses anciens collègues du label Mute, lors de leur tournée européenne. Mais Frank Tovey, qui souffrait de problèmes cardiaques depuis son enfance, décède d'une crise cardiaque en 2002, à l'âge de 45 ans, alors qu'il travaillait à la composition d'un nouvel album.
En 2006, deux films lui sont consacrés, Fad Gadget by Frank Tovey et Grand Union: A Documentary.

## Style musical
Le style musical de Fad Gadget se caractérise par l'utilisation de synthétiseurs associée à des sons d'objets trouvés, notamment des perceuses et des rasoirs électriques. Les paroles, sombres, sarcastiques et empreintes d'humour noir, sont emplies de commentaires sociaux mordants sur des sujets tels que l'industrialisation, le consumérisme, la sexualité, les médias de masse, la religion et la déshumanisation, tout en étant souvent chantées sur un ton impassible.

## Discographie

### Albums studio
- 1980 : Fireside Favourites
- 1981 : Incontinent
- 1982 : Under the Flag
- 1984 : Gag
- 2001 : The Best of Fad Gadget

### Frank Tovey
- 1984 : Easy Listening for the Hard of Hearing (avec Boyd Rice)
- 1986 : Snakes and Ladders
- 1986 : The Fad Gadget Singles
- 1988 : Civilian
- 1989 : Tyranny and the Hired Hand
- 1991 : Grand Union
- 1992 : Worried Men in Second Hand Suits
- 2006 : Fad Gadget by Frank Tovey